# Yvonne Meusburger

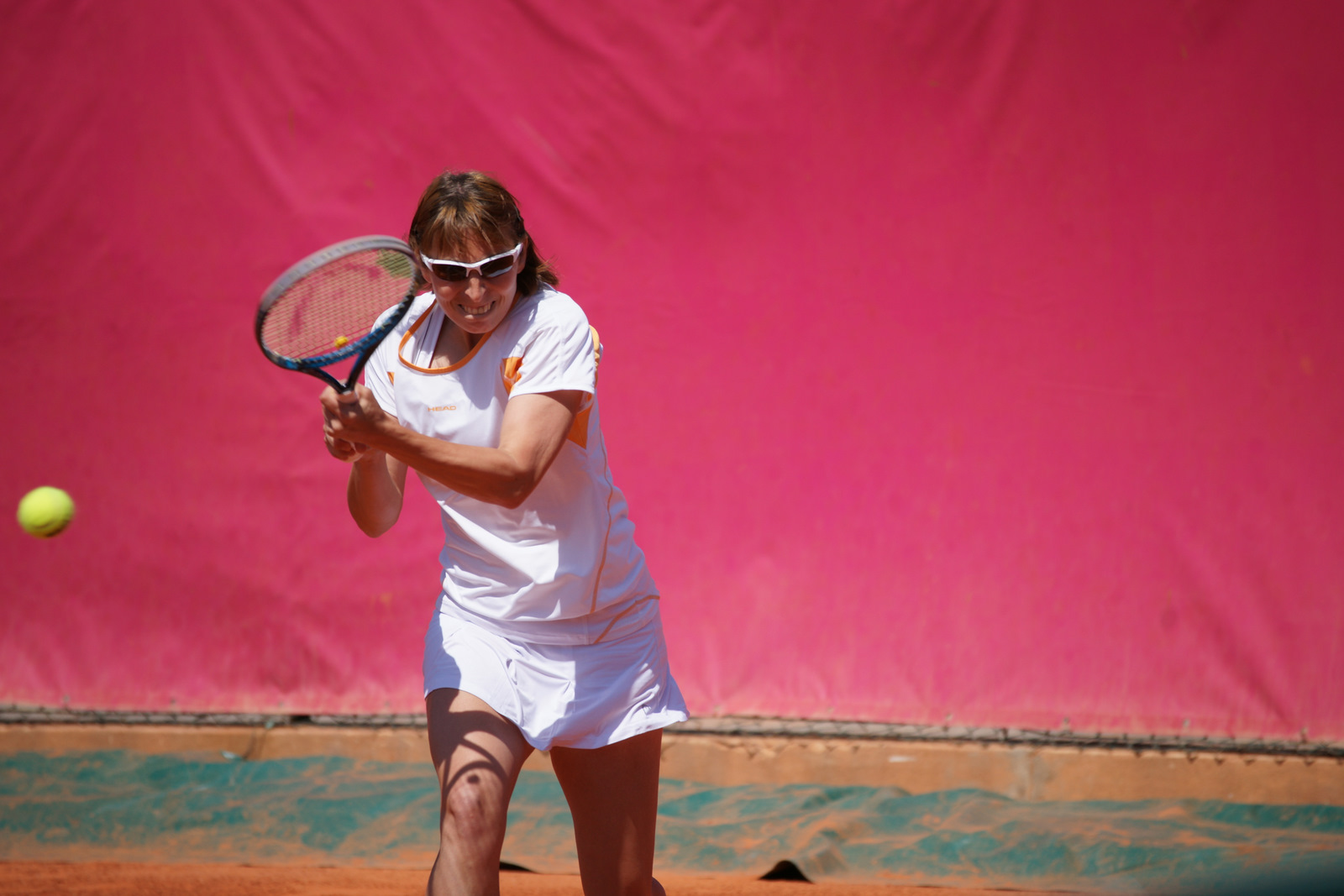
Yvonne Meusburger à l'Open GDF Suez de Cagnes-sur-Mer Alpes-Maritimes 2012.

Yvonne Meusburger, née le 3 octobre 1983 à Dornbirn, en Autriche, est une joueuse de tennis autrichienne, professionnelle depuis 1999.
En juillet 2013, alors classée 112e joueuse mondiale, elle remporte son premier titre lors du Nürnberger Gastein Ladies. À la suite de ce résultat, elle atteint la 58e place.

## Palmarès

### Titre en simple dames
| No | Date       | Nom et lieu du tournoi                 | Catégorie | Dotation  | Surface      | Finaliste         | Score    |          |
| -- | ---------- | -------------------------------------- | --------- | --------- | ------------ | ----------------- | -------- | -------- |
| 1  | 15-07-2013 | Nürnberger Gastein Ladies, Bad Gastein | Intern'l  | 235 000 $ | Terre (ext.) | Andrea Hlaváčková | 7-5, 6-2 | Parcours |

### Finales en simple dames
| No | Date       | Nom et lieu du tournoi         | Catégorie | Dotation  | Surface      | Vainqueure          | Score          |          |
| -- | ---------- | ------------------------------ | --------- | --------- | ------------ | ------------------- | -------------- | -------- |
| 1  | 23-07-2007 | Gastein Ladies, Bad Gastein    | Tier III  | 175 000 $ | Terre (ext.) | Francesca Schiavone | 6-1, 6-4       | Parcours |
| 2  | 08-07-2013 | Hungarian Grand Prix, Budapest | Intern'l  | 235 000 $ | Terre (ext.) | Simona Halep        | 6-3, 6-77, 6-1 | Parcours |

## Parcours en Grand Chelem

### En simple dames
| Année | Open d'Australie                                      | Open d'Australie                                | Internationaux de France                            | Internationaux de France                              | Wimbledon                                           | Wimbledon        | US Open             | US Open            |
| ----- | ----------------------------------------------------- | ----------------------------------------------- | --------------------------------------------------- | ----------------------------------------------------- | --------------------------------------------------- | ---------------- | ------------------- | ------------------ |
| 2005  | Q1 \|\| style="text-align:left" \| Ekaterina Bychkova | 1er tour (1/64)                                 | Vera Zvonareva                                      | Q2 \|\| style="text-align:left" \| Michelle Gerards   | Q2 \|\| style="text-align:left" \| Anne Kremer      |                  |                     |                    |
| 2006  | 1er tour (1/64)                                       | Maria Elena Camerin                             | Q1 \|\| style="text-align:left" \| Barbora Strýcová | Q1 \|\| style="text-align:left" \| Yaroslava Shvedova | Q1 \|\| style="text-align:left" \| Kristina Brandi  |                  |                     |                    |
| 2007  | Q2 \|\| style="text-align:left" \| Anne Kremer        | 1er tour (1/64)                                 | Francesca Schiavone                                 | 2e tour (1/32)                                        | Amélie Mauresmo                                     | 1er tour (1/64)  | Eléni Daniilídou    |                    |
| 2008  | 2e tour (1/32)                                        | Ekaterina Makarova                              | 1er tour (1/64)                                     | Caroline Wozniacki                                    | 1er tour (1/64)                                     | Edina Gallovits  | 2e tour (1/32)      | Katarina Srebotnik |
| 2009  | 1er tour (1/64)                                       | Jelena Janković                                 | 1er tour (1/64)                                     | Lucie Hradecká                                        | Q2 \|\| style="text-align:left" \| Olivia Rogowska  | 1er tour (1/64)  | Francesca Schiavone |                    |
| 2010  | 2e tour (1/32)                                        | Maria Kirilenko                                 | 2e tour (1/32)                                      | Maria Kirilenko                                       | 1er tour (1/64)                                     | Klára Zakopalová | 2e tour (1/32)      | Maria Kirilenko    |
| 2011  | —                                                     | —                                               | Q2 \|\| style="text-align:left" \| Corinna Dentoni  | Q2 \|\| style="text-align:left" \| Camila Giorgi      | Q1 \|\| style="text-align:left" \| Ajla Tomljanović |                  |                     |                    |
| 2012  | Q3 \|\| style="text-align:left" \| Paula Ormaechea    | Q2 \|\| style="text-align:left" \| Lauren Davis | Q2 \|\| style="text-align:left" \| Annika Beck      | Q2 \|\| style="text-align:left" \| Dia Evtimova       |                                                     |                  |                     |                    |
| 2013  | —                                                     | —                                               | Q3 \|\| style="text-align:left" \| Vania King       | 1er tour (1/64)                                       | Agnieszka Radwańska                                 | 1er tour (1/64)  | Peng Shuai          |                    |
| 2014  | 3e tour (1/16)                                        | Victoria Azarenka                               | 2e tour (1/32)                                      | Samantha Stosur                                       | 2e tour (1/32)                                      | Li Na            | 1er tour (1/64)     | Karolína Plíšková  |
| 2015  | 1er tour (1/64)                                       | Casey Dellacqua                                 | —                                                   | —                                                     | —                                                   | —                | —                   | —                  |

À droite du résultat, l’ultime adversaire.

### En double dames
| Année | Open d'Australie                | Open d'Australie      | Internationaux de France        | Internationaux de France | Wimbledon                | Wimbledon           | US Open                        | US Open                 |
| ----- | ------------------------------- | --------------------- | ------------------------------- | ------------------------ | ------------------------ | ------------------- | ------------------------------ | ----------------------- |
| 2007  | -                               | -                     | -                               | -                        | -                        | -                   | 1er tour (1/32) A. Kerber      | J. Gajdošová B. Stewart |
| 2008  | 1er tour (1/32) A. Kerber       | A. Medina V. Ruano    | -                               | -                        | -                        | -                   | -                              | -                       |
| 2013  | -                               | -                     | -                               | -                        | -                        | -                   | 1er tour (1/32) P. Ormaechea   | S. Kuznetsova S. Stosur |
| 2014  | 1er tour (1/32) S. Klemenschits | V. King G. Voskoboeva | 1er tour (1/32) S. Klemenschits | R. Kops-Jones A. Spears  | 1er tour (1/32) K. Piter | L. Huber L. Raymond | 1er tour (1/32) Y. Beygelzimer | D. Jurak M. Moulton     |

Sous le résultat, la partenaire ; à droite, l’ultime équipe adverse.

### En double mixte
| Année | Open d'Australie | Open d'Australie | Internationaux de France | Internationaux de France | Wimbledon                 | Wimbledon           | US Open | US Open |
| 2014  | -                | -                | -                        | -                        | 1er tour (1/32) P. Oswald | T. Babos E. Butorac | -       | -       |

Sous le résultat, le partenaire ; à droite, l’ultime équipe adverse.

## Parcours en «Premier Mandatory» et «Premier 5»
Découlant d'une réforme du circuit WTA inaugurée en 2009, les tournois WTA « Premier Mandatory » et « Premier 5 » constituent les catégories d'épreuves les plus prestigieuses, après les quatre levées du Grand Chelem.

### En simple dames
| Année |              | Premier Mandatory          | Premier Mandatory           | Premier Mandatory         | Premier Mandatory |       | Premier 5 | Premier 5                | Premier 5                   | Premier 5 | Premier 5 | Premier 5 | Premier 5 |
| Année | Indian Wells | Miami                      | Madrid                      | Pékin                     |                   | Dubaï | Rome      | Canada                   | Cincinnati                  |           | Tokyo     |           |           |
| Année | Indian Wells | Miami                      | Madrid                      | Pékin                     |                   | Doha  | Rome      | Canada                   | Cincinnati                  |           | Wuhan     |           |           |
| Année | Indian Wells | Miami                      | Madrid                      | Pékin                     |                   |       | Rome      | Canada                   | Cincinnati                  |           |           |           |           |
| 2014  |              | 2e tour (1/32) J. Janković | 2e tour (1/32) D. Cibulková | 1er tour (1/32) C. Suárez |                   |       |           | 1er tour (1/32) M. Lučić | 1er tour (1/32) F. Pennetta |           |           |           |           |

Sous le résultat, l’ultime adversaire.

## Parcours en Fed Cup
| #                                                                  | Date       | Lieu         | Surface         | Gagnante(s)                           | Perdante(s)                         | Score         |          |
|                                                                    |            |              |                 |                                       |                                     |               |          |
| 2003 - 1er tour (groupe mondial) - Belgique - Autriche - 5 : 0     |            |              |                 |                                       |                                     |               |          |
| 1                                                                  | 26/04/2003 | Bree         | Terre (int.)    | Els Callens Kim Clijsters             | Sybille Bammer Yvonne Meusburger    | 6-2, 6-2      | Parcours |
|                                                                    |            |              |                 |                                       |                                     |               |          |
| 2004 - 1/2 finale (groupe mondial) - Russie - Autriche - 5 : 0     |            |              |                 |                                       |                                     |               |          |
| 2                                                                  | 24/11/2004 | Moscou       | Moquette (int.) | Svetlana Kuznetsova                   | Yvonne Meusburger                   | 6-1, 6-1      | Parcours |
| 2                                                                  | 24/11/2004 | Moscou       | Moquette (int.) | Anastasia Myskina                     | Yvonne Meusburger                   | 3-6, 6-3, 6-1 | Parcours |
| 2                                                                  | 24/11/2004 | Moscou       | Moquette (int.) | Svetlana Kuznetsova Elena Likhovtseva | Yvonne Meusburger Patricia Wartusch | 6-2, 6-2      | Parcours |
|                                                                    |            |              |                 |                                       |                                     |               |          |
| 2005 - 1/4 de finale (groupe mondial) - Autriche - France - 1 : 4  |            |              |                 |                                       |                                     |               |          |
| 3                                                                  | 23/04/2005 | Pörtschach   | Terre (ext.)    | Yvonne Meusburger                     | Nathalie Dechy                      | 7-63, 6-2     | Parcours |
| 3                                                                  | 23/04/2005 | Pörtschach   | Terre (ext.)    | Virginie Razzano                      | Yvonne Meusburger                   | 6-3, 7-62     | Parcours |
|                                                                    |            |              |                 |                                       |                                     |               |          |
| 2005 - Barrage (groupe mondial I) - Suisse - Autriche - 1 : 4      |            |              |                 |                                       |                                     |               |          |
| 4                                                                  | 09/07/2005 | Lausanne     | Terre (ext.)    | Yvonne Meusburger                     | Stefanie Vögele                     | 7-64, 6-1     | Parcours |
| 4                                                                  | 09/07/2005 | Lausanne     | Terre (ext.)    | Timea Bacsinszky                      | Yvonne Meusburger                   | 6-3, 6-4      | Parcours |
|                                                                    |            |              |                 |                                       |                                     |               |          |
| 2006 - 1/4 de finale (groupe mondial) - Espagne - Autriche - 5 : 0 |            |              |                 |                                       |                                     |               |          |
| 5                                                                  | 22/04/2006 | Valence      | Terre (ext.)    | Anabel Medina                         | Yvonne Meusburger                   | 6-3, 7-5      | Parcours |
| 5                                                                  | 22/04/2006 | Valence      | Terre (ext.)    | Virginia Ruano Lourdes Domínguez      | Sybille Bammer Yvonne Meusburger    | 6-4, 6-2      | Parcours |
|                                                                    |            |              |                 |                                       |                                     |               |          |
| 2007 - 1er tour (groupe mondial II) - Autriche - Australie - 4 : 1 |            |              |                 |                                       |                                     |               |          |
| 6                                                                  | 21/04/2007 | Dornbirn     | Terre (int.)    | Samantha Stosur Rennae Stubbs         | Melanie Klaffner Yvonne Meusburger  | 6-4, 6-3      | Parcours |
|                                                                    |            |              |                 |                                       |                                     |               |          |
| 2007 - Barrage (groupe mondial I) - Autriche - Israël - 1 : 4      |            |              |                 |                                       |                                     |               |          |
| 7                                                                  | 14/07/2007 | Linz         | Terre (ext.)    | Tzipora Obziler                       | Yvonne Meusburger                   | 6-3, 6-1      | Parcours |
| 7                                                                  | 14/07/2007 | Linz         | Terre (ext.)    | Shahar Peer                           | Yvonne Meusburger                   | 6-3, 6-1      | Parcours |
|                                                                    |            |              |                 |                                       |                                     |               |          |
| 2008 - 1er tour (groupe mondial II) - Argentine - Autriche - 4 : 1 |            |              |                 |                                       |                                     |               |          |
| 8                                                                  | 02/02/2008 | Buenos Aires | Terre (ext.)    | Jorgelina Cravero                     | Yvonne Meusburger                   | 7-64, 6-3     | Parcours |
| 8                                                                  | 02/02/2008 | Buenos Aires | Terre (ext.)    | María Irigoyen Betina Jozami          | Yvonne Meusburger Barbara Schwartz  | 6-1, 4-6, 6-3 | Parcours |
|                                                                    |            |              |                 |                                       |                                     |               |          |
| 2008 - Barrage (groupe mondial II) - Autriche - Suisse - 2 : 3     |            |              |                 |                                       |                                     |               |          |
| 9                                                                  | 26/04/2008 | Dornbirn     | Dur (int.)      | Patty Schnyder Emmanuelle Gagliardi   | Melanie Klaffner Yvonne Meusburger  | 6-0, 6-1      | Parcours |

## Classements WTA en fin de saison

### En simple
| Année | 2000 | 2001 | 2002 | 2003 | 2004 | 2005 | 2006 | 2007 | 2008 | 2009 | 2010 | 2011 | 2012 | 2013 | 2014 |
| Rang  | 910  | 662  | 347  | 260  | 172  | 149  | 170  | 61   | 100  | 117  | 94   | 136  | 129  | 50   | 86   |

Source : (en) « Classements de Yvonne Meusburger », sur le site officiel du WTA Tour

### En double
| Année | 2002 | 2003 | 2004 | 2005 | 2006 | 2007 | 2008 | 2009 | 2010 | 2011 | 2012 | 2013 | 2014 | 2015 |
| Rang  | 741  | 309  | 335  | 749  | 494  | 223  | 390  | 140  | 126  | 203  | 733  | -    | 650  | 649  |

Source : (en) « Classements de Yvonne Meusburger », sur le site officiel du WTA Tour